# Endy Opoku Bernadina
Endy Opoku Bernadina ('s-Hertogenbosch, 3 mei 1995) is een Nederlands-Ghanees voetballer die doorgaans speelt als spits. In juli 2024 verliet hij RSD Jette.

## Clubcarrière
Opoku Bernadina speelde in de jeugd bij RKSV Boxtel en maakte in 2005 de overstap naar PSV. In 2012 verkaste de aanvaller naar FC Twente. In juli 2014 was Opoku Bernadina op aanspraak van Mitchell Burgzorg op proef bij Slavia Sofia. Hij verkaste echter naar RKC Waalwijk. In 2014 werd hij bij het eerste elftal gehaald. Opoku Bernadina maakte zijn debuut voor de Waalwijkse club op 24 november 2014, toen met 3–1 verloren werd van Jong PSV. Hij mocht van coach Martin Koopman in de tweede helft invallen voor Arsenio Valpoort. Zijn eerste doelpunt maakte hij op 19 december, toen met 5–3 verloren werd van FC Emmen. In de tachtigste minuut zorgde de spits voor de 3–2.
In 2015 liet Opoku Bernadina RKC Waalwijk achter zich. Hierop tekende hij bij RKVV DESO. In januari 2016 ging hij tot het einde van het seizoen in Slowakije spelen voor Dukla Banská Bystrica dat uitkwam in de 2. Liga. In de zomer van 2016 ging hij naar Podbrezová. Opoku Bernadina en Podbrezová gingen in januari 2019 uit elkaar. Het Tsjechische SFC Opava werd hierop zijn nieuwe werkgever. In 2020 ging hij naar Rupel Boom. Na twee jaar zonder club tekende hij in augustus 2023 voor RSD Jette.

## Clubstatistieken
| Seizoen | Club                  | Competitie     | Competitie | Competitie | Beker | Beker | Internationaal | Internationaal | Totaal | Totaal |
| Seizoen | Club                  | Competitie     | Wed.       | Dlp.       | Wed.  | Dlp.  | Wed.           | Dlp.           | Wed.   | Dlp.   |
| ------- | --------------------- | -------------- | ---------- | ---------- | ----- | ----- | -------------- | -------------- | ------ | ------ |
| 2014/15 | RKC Waalwijk          | Eerste divisie | 16         | 1          | 0     | 0     | —              | —              | 16     | 1      |
| 2015/16 | Dukla Banská Bystrica | 2. Liga        | 10         | 7          | 0     | 0     | —              | —              | 10     | 7      |
| 2016/17 | Podbrezová            | Fortuna Liga   | 32         | 7          | 1     | 0     | —              | —              | 33     | 7      |
| 2017/18 | Podbrezová            | Fortuna Liga   | 30         | 5          | 2     | 0     | —              | —              | 32     | 5      |
| 2018/19 | Podbrezová            | Fortuna Liga   | 16         | 0          | 3     | 0     | —              | —              | 19     | 0      |
| 2018/19 | SFC Opava             | Česká liga     | 8          | 2          | 0     | 0     | —              | —              | 8      | 2      |
| 2019/20 | SFC Opava             | Česká liga     | 5          | 0          | 0     | 0     | —              | —              | 5      | 0      |
| Totaal  | Totaal                | Totaal         | 117        | 22         | 6     | 0     | 0              | 0              | 123    | 22     |

Bijgewerkt op 26 juli 2024.